# Târpești, Neamț
Târpești este un sat în comuna Petricani din județul Neamț, Moldova, România.

## Cadrul fizico-geografic
În partea de nord-est a județului Neamț, la sud-est de străvechiul oraș Târgu Neamț, se află comuna Petricani, așezată în depresiunea Neamțului, străjuită la nord de culmea Pleșului (911 m) și străbătută de râul Topolița.
O localizare mai exactă este dată de coordonatele geografice: 47° 7’ latitudine nordică și 26° 37’ longitudine estică.

## Atestări documentare
Atestarea documentară a satului Târpești este mult târzie față de celelalte sate ale comunei Petricani, însă rădăcinile satului se află cu multe milenii în urmă. În anul 1586, 17 aprilie, Petru Șchiopul "dă carte" lui Pavel Slujnicer să stăpânească Târpeștiul pe care i l-a dat în schimbul satului Săvești, făcut danie mânăstirii Probota.
Izvoarele orale ne spun că satul Târpești se numea inițial Bodăiești. Era format din 30 - 40 de case construite în punctul numit astăzi Târna Mare, la Râpa lui Bodai. În jurul anului 1600, un grup de ardeleni conduși de Târpea au venit cu turmele lor de oi și s-au așezat în zonă. Cei trei feciori ai lui Târpea s-au asezat fiecare în câte o parte a satului, întemeind astfel o comunitate umană ce avea să poarte numele Târpesti, dupa aportul pe care l-a avut păstorul ardelean la dezvoltarea comunității. Tot în acea vreme, spun bătrânii, în sat, la un conac boieresc, s-a ținut o adunare de "ținut" la care a participat însuși domnitorul țării. Tot în aceste zone s-a perindat Ștefan cel Mare, având în vedere că drumul spre vestitul Războieni trecea prin sat. Astfel există locul numit "Gustări" în care domnitorul a poposit și a mâncat împreună cu oastea sa.

## Obiective turistice
- Muzeul de artă populară „Nicolae Popa” din Târpești